# Condado de Vestur-Húnavatnssýsla
Vestur-Húnavatnssýsla es uno de los veintitrés condados pertenecientes a Islandia. Está compuesto por solo un municipio, el de Húnaþing vestra. Hvammstangi es su ciudad más poblada con 658 habitantes.

## Geografía
El condado se encuentra ubicado en el noroeste de Islandia, en la región de Norðurland vestra. Posee una altura media de aproximadamente 100 m s. n. m.. Su superficie ocupa 2.663 kilómetros cuadrados de territorio.

## Demografía
La superficie del condado abarca un territorio de 2.663 kilómetros cuadrados de extensión. La población alcanza la cifra de 1.122 habitantes. La densidad poblacional es de 0,44 habitantes por kilómetro cuadrado

### Municipios
Vestur-Húnavatnssýsla comprende solo un municipio:
- Húnaþing vestra

### Localidades
Vestur-Húnavatnssýsla comprende las siguientes localidades:
| Localidad        | Altitud (m s. n. m.) | Población (2004) |
| ---------------- | -------------------- | ---------------- |
| Breiðabolsstaðir | 58,8                 | 15               |
| Efri-Núpur       | 208,7                | 5                |
| Hvammstangi      | 32,9                 | 658              |
| Lækjamót         | 55,7                 | 14               |
| Meistaður        | 22,8                 | 53               |
| Staður           | 139,9                | 23               |
| Staðarbakki      | 26,8                 | 51               |
| Tjörn            | 68,8                 | 9                |
| Vesturhópshólar  | 2,7                  | 14               |
| Víðidalstunga    | 75,8                 | 14               |